# Ґеорґ Вернер
Ґеорґ Вернер (швед. Georg Werner; 8 квітня 1904 — 26 серпня 2002) — шведський плавець.
Призер Олімпійських Ігор 1924 року.
Призер Чемпіонату Європи з водних видів спорту 1926 року.